# Volwassen stamcel
Volwassen stamcellen zijn cellen die worden gewonnen uit alle organen en uit alle weefsels die deriveerbaar zijn. Ze komen dus voor in elk van de drie kiemlagen. 
Elk type weefsel heeft een klein aantal stamcellen. Die zijn evenwel moeilijk te isoleren en huidige herkenningsmethoden zijn gebaseerd op het observeren van hun differentiatiepatronen wanneer ze in cultuur zijn gebracht. Ook is het gebruik ervan redelijk beperkt door de lage potentiegraad van de stamcellen (unipotente tot multipotente stamcellen). De bekendste en beste vindplaats van volwassen stamcellen is in het beenmerg. Het belangrijkste voordeel van volwassen stamcellen is dat er geen ethische bezwaren aan te pas komen doordat ze vrijwillig kunnen worden gedoneerd. Volwassen stamcellen zijn er ook om bekend dat ze in het lichaam een erg lange periode ongedifferentieerd blijven. Ook wordt er bij volwassen stamcellen plasticiteit teruggevonden, dat houdt in dat stamcellen die gedifferentieerd zijn toch kunnen "ont"-diferentiëren en andere type cellen kunnen maken.
Dat er ook verscheidene soorten volwassen stamcellen voorkomen in de hersenen is opmerkelijk omdat de hersenen zich weinig tot niet kunnen herstellen van geleden schade. De functie van de volwassen stamcellen in de hersenen is dan ook nog grotendeels onbekend.

## Soorten
Er zijn verschillende soorten volwassen stamcellen met telkens hun eigen cellen die ze kunnen maken. Naast de stamcellen in de hersenen zijn er meerdere weefsels gevonden 
waar stamcellen in voorkomen. 
- Hematopoëtische stamcellen
- Endotheliale stamcellen
- Mesenchymatische stamcellen
- Neurale stamcellen
- Hepatische stamcellen
- Pancreatische stamcellen (stamcellen van de alvleesklier)
- Satellietstamcellen
- Huidstamcellen
- Longstamcellen
- Intestinale stamcellen
- Vet-Afgeleide stamcellen